# S. La nave di Teseo
S. La nave di Teseo è un romanzo del 2013 scritto da Doug Dorst e concepito da J. J. Abrams. Definito un esperimento letterario, il romanzo è inusuale nel suo formato, presentato come una storia dentro una storia. 

## Descrizione
S. è presentato come una forma fittizia di romanzo intitolato La nave di Teseo, scritto da un elusivo scrittore dal nome V. M. Straka e pubblicato nel 1949. Il libro è contenuto in una scatola di cartone nero dal titolo S. e solo su questa scatola vengono menzionati gli scrittori Doug Dorst e J. J. Abrams, mentre nel libro contenuto nella scatola non ci sono riferimenti né a loro, né al reale editore. Il libro nella scatola nera, intitolato La nave di Teseo, è presentato come preso in prestito e mai restituito dalla biblioteca Laguna Verde High School. Le pagine sono invecchiate e ingiallite e ci sono segni di timbri della biblioteca sul retro della copertina posteriore. Sul dorso c'è un'etichetta della biblioteca e al suo interno tra le pagine si possono ritrovare ritagli di giornali, lettere, fotografie e centinaia di note a margine vergate a mano in inchiostri diversi in più momenti da un ragazzo e una ragazza, Eric e Jen, che hanno preso ripetutamente in prestito il libro dalla biblioteca e che usano questo sistema anche per comunicare tra loro.

## Trama primaria
Il romanzo può essere letto da solo nella sua interezza. Presentato come il diciannovesimo libro e romanzo finale di Straka, La nave di Teseo racconta la storia di un personaggio che soffre di amnesia in uno strano viaggio alla scoperta di se stesso. L'enigmatica vita e morte di Straka sono considerate letteralmente un grande mistero avvolto da teorie della cospirazione e rivendicazioni di spionaggio e assassinio. La sua identità è oggetto di dibattito come evidenziato dalla prefazione di F.X. Caldeira, il traduttore scelto da Straka per molti dei suoi libri incluso La nave di Teseo. Nemmeno Caldeira ha mai incontrato Straka faccia a faccia.

## Trama secondaria
Eric è un dottorando caduto in disgrazia nonché espulso dall'università che ha passato la vita a studiare Straka e le sue opere letterarie. Jen è una studentessa universitaria che lavora nella biblioteca e sta contemplando il prossimo passo della sua vita. I due ragazzi si passano il libro La nave di Teseo, scrivendo note a margine per portare avanti una discussione sull'autore. I protagonisti sperano di risolvere il mistero dell'identità di Straka prima del professore Moody, che avrebbe rubato la ricerca di Eric spacciandola per propria. Non tutte le note si presentano in ordine cronologico ma usano colori e stili di scrittura diversi. Inoltre si denota il dialogo tra i due e come loro cambiano dopo aver riletto il romanzo. Cartoline, lettere scritte a mano, mappe e articoli fotocopiati e estratti sono fisicamente piegati e inseriti tra le pagine rilegate del libro man mano che Jen e Eric forniscono prove e indizi mentre si scambiano il libro dalla biblioteca.

## Sviluppo
S. è una collaborazione tra il produttore J. J. Abrams, che ebbe l'idea per il libro, e lo scrittore Doug Dorst. Abrams asserì che l'idea gli venne quando trovò un libro su una panchina con l'iscrizione: "a chi trova questo libro si prega di leggerlo e portare il libro da qualche parte e lasciarlo in modo che qualcun altro lo possa leggere". Dorst ha dichiarato che la sua idea per il concetto centrale della storia viene dall'aver letto circa l'attribuzione delle opere di Shakespeare e la controversia di B. Traven.
Gli autori di proposito hanno voluto intendere che il libro è un oggetto fisico; Abrams afferma che "il punto è proprio possederlo fisicamente". Un critico ha definito S. una buona motivazione a pagare un extra per il libro fisico, in modo da poter "possedere meraviglie che non possono essere traslate in digitale".